# Присады (станция)
Присады — железнодорожная станция Тульского региона Московской железной дороги на линии Узловая — Тула.
Находится на территории посёлка Присады Киреевского района Тульской области.
Была основана в 1874 году. Соседними станциями и остановочными пунктами Присад являются 313 километр и 318 километр.
С Присад можно уехать только лишь на пригородном поезде (электричке), так как поезда дальнего следования здесь остановку не осуществляют. Пригородные поезда ходят по направлениям: Узловая-Калуга, Урванка-Черепеть, Урванка-Тула, Алексин-Урванка, Алексин-Узловая и обратно. Продолжительность стоянки пригородного поезда составляет 1 минуту.